# Virgen del Horizonte
Virgen del Horizonte es una imagen de la Virgen hecha de piedra artificial situada como un monumento en el paraje Garitón de Ripalda, en el término concejil de Cordovilla (Cendea de Galar), cerca de la muga con Pamplona, en un altiplano desde la que se pueden ver los montes que rodean la cuenca de Pamplona.

## La imagen de la Virgen del Horizonte
Sobre un sencillo pedestal de obra, de color azul claro, elevado sobre tres peldaños, se sitúa una sencilla imagen estilizada de la Virgen, moldeada en piedra artificial blanca. El lugar elegido para levantar este sencillo monumento ofrece una panorámica de los montes que rodean la cuenca de Pamplona. Sin duda, el nombre que se ha dado a esta imagen responde al horizonte que presenta esa panorámica.
A esta circunstancia se refiere la poesía, que con las iniciales del autor, A.F.Z. y la fecha de 26-11-99 luce el pedestal, y que comienza identificando algunos de esos montes:
¡Virgen del horizonte!
del Monte Perdón, del Adi,
de la higa de Monreal,
del Cabezón de Echauri,
de mis puntos cardinales,
de mis hermanos, los hombres,
de Jesús, tuyo y del Padre.

## Origen e historia de este monumento a la Virgen
Esta imagen fue colocada en el Garitón de Ripalda, sitio que ocupa actualmente, como primera piedra de las instalaciones del Club Deportivo Pamplona. Dicho Club, fundado en 1958 para promocionar el deporte de base, se fusionó en 1963 con el Centro Mariano; en fútbol, y después el atletismo y el beisbol son sus principales actividades; en 1985 contaba ya con 300 socios. Años antes, el Club proyectó establecer sus instalaciones deportivas en la muga de Cordobilla, ocupando unos 90.000 m² en las tierras de cereal de Garitón.
El 12 de octubre de 1974 a las 12 del medio día se celebró el acto oficial de la bendición de la primera piedra en los terrenos adquiridos por el Club, acudieron al acto su Junta Directiva, el Delegado Provincial de Educación Física y Deportes, y representaciones de entidades locales, socios y amigos. El Presidente del Club dio lectura al acta de la colocación de la primera piedra, que servía de pedestal a la imagen de la Virgen; a continuación el padre Ciriaco. procedió a la bendición de esa primera piedra y de la imagen de la Virgen .Diversas circunstancias impidieron que las instalaciones proyectadas por el Club Deportivo Pamplona se llegasen a construir en ese lugar, durante años utilizaron las instalaciones alquiladas hasta que en 2012 se inauguran sus propias instalaciones en Lizasoain (Cendea de Olza).
En todo caso, de aquel proyecto queda la primera piedra, el monumento a la Virgen, que el 26 de noviembre de 1999, quedó bautizada, a través del poema de Aurelio Fresán Zaratiegui, antiguo profesor de Beire, con la advocación de Virgen de Horizonte.
En el momento en que se levantó este monumento a la Virgen del Horizonte, el lugar en que se enclava quedaba incluido en el término municipal de Pamplona, en 2023 se realizó una permuta de terrenos entre Pamplona y Galar, y la meseta del Garitón quedó incluido en el término concejil de Cordobilla. En Concejo de Cordobilla proyecto al oeste de la carretera PA-31 un parque que fue inaugurado el 4 de enero del 2024 con el nombre de Mirador del Horizonte, porque desde él se ve la Virgen del Horizonte. En junio de ese mismo año, un grupo de vecinos de Cordobilla, de todas las edades, con su párroco realizaron una primera peregrinación al monumento de la que consideran su patrona: marcharon dese el Mirador del Horizonte, hasta la imagen en Garitón.

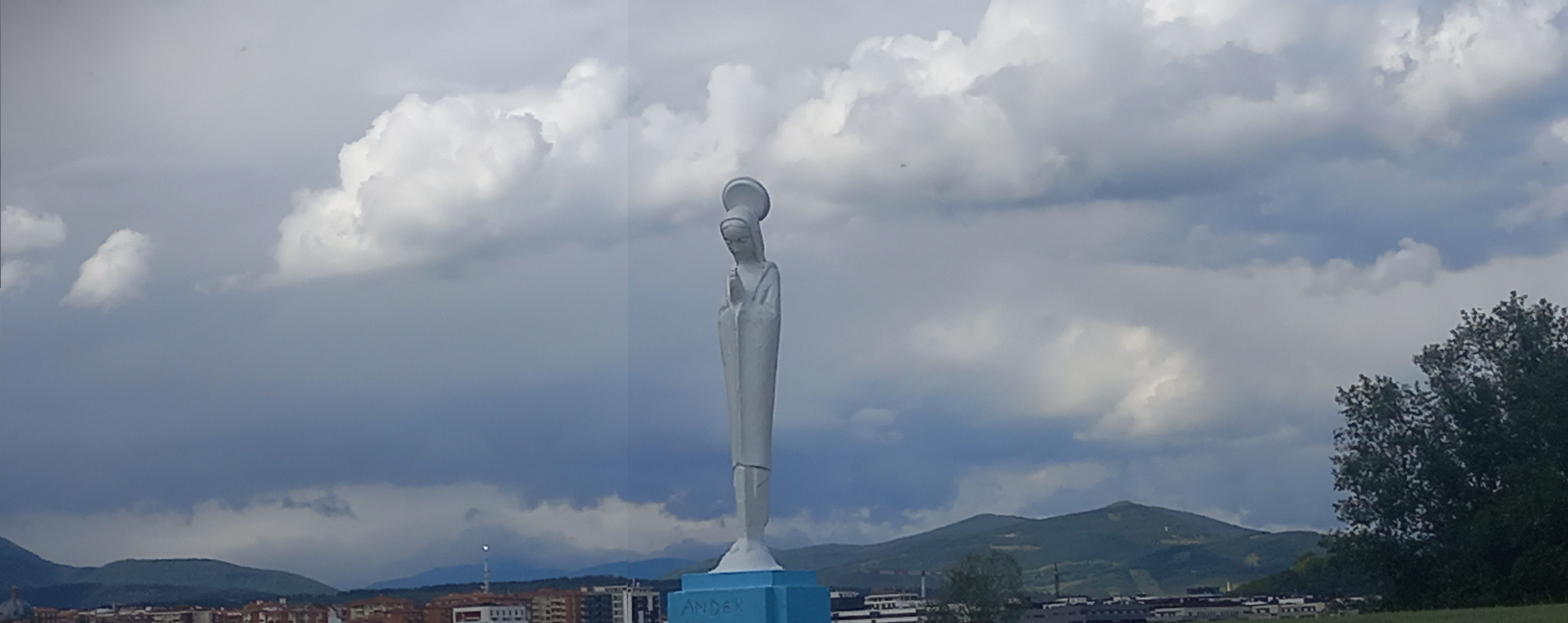